# Circondario di Valsesia
Il circondario di Valsesia fu uno dei circondari in cui era suddivisa la provincia di Novara.

## Storia
In seguito all'annessione della Lombardia dal Regno Lombardo-Veneto al Regno di Sardegna (1859), fu emanato il decreto Rattazzi, che riorganizzava la struttura amministrativa del Regno, suddiviso in province, a loro volta suddivise in circondari.
Il circondario di Valsesia fu creato come suddivisione della provincia di Novara; il territorio corrispondeva a quello della soppressa provincia di Valsesia del Regno di Sardegna, appartenuta alla divisione di Novara.
Con l'Unità d'Italia (1861) la suddivisione in province e circondari fu estesa all'intera Penisola, lasciando invariate le suddivisioni stabilite dal decreto Rattazzi.
Il circondario di Valsesia, denominato in seguito Circondario di Varallo, venne soppresso nel 1926 e il territorio assegnato al circondario di Novara.

## Geografia antropica

### Suddivisioni amministrative
Nel 1863, la composizione del circondario era la seguente:
- mandamento I di Borgosesia
  - comuni di Agnona; Aranco; Borgosesia; Cellio; Doccio; Ferruta; Foresto Sesia; Isolella; Valduggia
- mandamento II di Scopa
  - comuni di Alagna Valsesia; Balmuccia; Boccioleto; Campertogno; Carcoforo; Mollia; Pila; Piode; Rassa; Rima San Giuseppe; Rimasco; Riva Valdobbia; Rossa; Scopa; Scopello
- mandamento III di Varallo
  - comuni di Breia; Camasco; Campello Monti; Cervarolo; Cervatto; Civiasco; Cravagliana; Crevola Sesia; Fobello; Locarno Sesia; Morca; Morondo; Parone; Quarona; Rimella; Rocca Pietra; Sabbia; Valmaggia (Varallo); Varallo Sesia; Vocca